# باقر مؤمنی
محمّدباقر مؤمنی (۲۳ اردیبهشت ۱۳۰۵ – ۲۸ آبان ۱۴۰۲) مترجم، تاریخ‌نگار، پژوهشگر سیاسی و فعال سیاسی چپ بود. وی مدتی در حزب توده ایران عضویت داشت و سپس از این حزب جدا شد.

## زندگی

### تولد و زندگی در کرمانشاه
محمدباقر مؤمنی در سال ۱۳۰۵ در کرمانشاه زاده شد. تاریخ تولد او به درستی مشخص نیست و بین روزهای ۱۲ اردیبهشت تا ۲۱ خرداد (۱۳ مه تا ۱۱ ژوئن) است. با این حال وی روز ۱ مه (۱۱ اردیبهشت) را روز تولد خود معرفی کرده‌است. خانوادهٔ وی مذهبی بودند. پدر او به نام محمدنقی، مردی مذهبی بود و چون باسواد و کاردان بود در دستگاه شیخ محمدهادی جلیلی کرکوکی زنگنه، روحانی آن زمان کرمانشاه به پیشکاری رسید. باقر مؤمنی از مادر خود به نام ملوس، به عنوان زنی محکم، بی‌باک، و خویشتن‌دار یاد می‌کند. محمدباقر مؤمنی پسر دوم خانواده بود و پس از وی، چهار دختر نیز به دنیا آمدند.
باقر مؤمنی دورهٔ دبستان و دبیرستان را در کرمانشاه گذراند و در خرداد ۱۳۲۳ در رشتهٔ ادبی دبیرستان شاپور دیپلم گرفت. فعالیت سیاسی وی نیز از همان زمان آغاز شد. در آن سال‌ها کرمانشاه در اشغال نیروهای ارتش بریتانیا بود و حزبی به نام سازمان پیکار در راه آزادی طبقه کارگر با تمایلات ضد بریتانیایی، ولی با گرایش ملی‌گرا و طرفدار آلمان نازی تأسیس شده بود که رهبری آن را خسرو اقبال بر عهده داشت. باقر مؤمنی جذب مقالات تند و تیز روزنامهٔ این حزب به نام نبرد شد و به همراه چند تن دیگر در کرمانشاه دفتر این حزب را راه‌اندازی می‌کند.

### تحصیل در تهران و فعالیت در حزب توده
با این حال مؤمنی برای ادامهٔ تحصیل در دانشگاه به تهران رفت و در دانشکدهٔ حقوق دانشگاه تهران ثبت نام رفت. در آنجا وارد محافل سیاسی احزابی مانند پیکار، میهن‌پرستان، و استقلال شد و نهایتاً تصمیم گرفت وارد کارهای سیاسی نشده و به تحصیلات خود بپردازد. اما در همین زمان جذب تبلیغات حزب توده ایران شده و نهایتاً در اواخر سال ۱۳۲۴ کمی پس از تشکیل حکومت خودمختار آذربایجان، به این حزب پیوست.
در همان زمان در سفری به کرمانشاه به عنوان مسئول شورای ایالتی اتحادیهٔ کارگران در کرمانشاه انتخاب شد. مؤمنی از همان زمان به همکاری با روزنامهٔ بیستون چاپ کرمانشاه پرداخت که در آن زمان تحت عنوان ارگان شورای متحدهٔ ایالتی اتحادیه‌های کارگران و زحمتکشان غرب منتشر می‌شد. سال سرکوب فعالان کمونیست آغاز شد و ماجرای کشتار کارگران در کرمانشاه در راهپیمایی روز جهانی کارگر ۱۱ اردیبهشت ۱۳۲۵ (۱ مه ۱۹۴۶) رخ داد. در این ماجرا کارگران پس از تماشای فیلمی در سینما ایران واقع در خیابان سپه کرمانشاه، به مناسبت روز جهانی کارگر راهپیمایی کردند و به سمت باشگاه اتحادیهٔ کارگران به راه افتادند. پلیس کرمانشاه به جمعیت کارگران حمله و با شلیک گلوله ۱۴ کارگر را کشته و ۱۲۰ کارگر را زخمی کرد. باقر مؤمنی در این ماجرا از ناحیهٔ کتف راست مورد اصابت گلوله قرار گرفت. وی از این روز به عنوان «تولدی دیگر» برای خود یاد می‌کند.
مؤمنی پس از ۲۱ آذر ۱۳۲۵ و آغاز سرکوب جنبش‌های دموکراتیک آذربایجان و کردستان و در وضعیتی که حزب توده و شورای متحده مورد حملهٔ گسترده قرار می‌گرفتند، برای ادامه دادن به تحصیل به تهران رفت. اما رابطه خود با تشکیلات کرمانشاه را قطع نکرد و از طرف تشکیلات کرمانشاه به عنوان مسئول یا نمایندهٔ تشکیلات کرمانشاه در «تشکیلات کل» که به سرپرستی دکتر رادمنش شکل گرفته بود، فعالیت می‌کرد. در همان زمان، به همکاری با سازمان مرکزی اتحادیه‌های دهقانی ایران دعوت شد که سرپرست شعبهٔ مرکزی آن با فردی معروف به دکتر بهرامی بود و دبیری آن را صادق انصاری بر عهده داشت.

### فعالیت پس از غیرقانونی شدن حزب توده
در همان زمان بحران در درون حزب توده آغاز شد و حزب پس از ماجرای ترور ناکام محمدرضا شاه در ۱۵ بهمن ۱۳۲۷ غیرقانونی اعلام شد. باقر مؤمنی در تهران تحصیلات خود را ادامه داد و پس از فارغ‌التحصیلی در رشتهٔ حقوق برای دوران سربازی در دانشکدهٔ افسری ثبت نام کرد. او اوائل فرودین ۱۳۳۰ از خدمت مرخص شد و با روی کار آمدن دولت محمد مصدق بار دیگر فعالیت خود را از سر گرفت و همزمان در سازماندهی اعتصابات کارگری در قزوین و بهشهر فعالیت می‌کرد. مؤمنی در بهشهر برای مدت ۱۰ ماه ماند. در آنجا برای نخستین بار دستگیر و به زندان ساری منتقل شد. پس از مدتی برای استیناف به تهران فرستاده و در آنجا آزاد شد. در تهران به عضویت کمیتهٔ حومه (یکی از کمیته‌های ۵ گانهٔ حزب توده در تهران) درآمد و در ناحیهٔ شهریار به عنوان معاون کمیته به فعالیت مشغول شد. وی تا کودتای ۲۸ امرداد ۱۳۳۲ ارتباط کمی با مرکز داشت و به فعالیت در میان روستاییان ورامین می‌پرداخت. اما در زمان کودتا تشکیلات در ورامین که آموزش‌های نظامی نیز می‌داد، لو رفت و مؤمنی ناگزیر به تهران برگشت؛ و چون حزب پس از کودتا غیرقانونی اعلام شده بود ناگزیر به زندگی مخفی رو آورد.

### فعالیت پس از کودتای ۲۸ مرداد ۱۳۳۲
باقر مؤمنی در خرداد ۱۳۳۳ در یورش نیروهای فرمانداری نظامی به یک جلسهٔ مخفی دستگیر اما پس از چند روز آزاد شد. پس از چندی سازمان نظامی حزب توده لو رفت و همهٔ اعضای کمیتهٔ مرکزی داخل کشور دستگیر شدند. همزمان نورالدین کیانوری و جودت هم از ایران خارج شدند. باقر مؤمنی در این هنگام به همراه ۶ تن دیگر (صادق انصاری، منوچهر هوشمندراد، پرویز شهریاری، فرج‌الله میزانی، علی متقی، و حبیب ثابت) مسئول رسیدگی و سامان‌دهی به حزب در داخل کشور شد. چهار نفر از اعضای این گروه یک ماه بعد و در دهم آبان ۱۳۳۵ دستگیر شدند. مؤمنی در حین انتقال دست به فرار زد، اما مورد اصابت گلوله قرار گرفت و دستگیر شد و در نهایت در دادگاه نظامی به ۱۸ ماه حبس تأدیبی محکوم شد. او این مدت را در زندان‌های زرهی و قزل‌قلعه گذراند. صادق انصاری از مقاومت وی در زندان و تنفر او از اعتراف‌نویسان یاد کرده‌است. مؤمنی در همین ایام در زندان از علی علوی زبان روسی آموخت و اول ماه مه را به بهانهٔ روز تولد خود جشن گرفت.

### آزادی از زندان و قطع ارتباط با حزب توده
باقر مؤمنی نهایتاً د مرداد ۱۳۳۷ از زندان آزاد شد. اما ارتباط خود را با بقایای حزب قطع کرد. در اواخر همان سال با کمک یک آشنای متنفذ در بانک سپه در سمت کمک اندیکاتورنویس به کار مشغول شد. در سال ۱۳۳۹ زمانی که با روی کار آمدن علی امینی فضای بازتری به وجود آمد، پایان‌نامه خود را با عنوان ایران در آستانهٔ انقلاب مشروطیت به چاپ رساند. در همین زمان همراه با گروهی از دوستان خود به تشکیل محفلی پرداخت که از توده‌ای‌های در تبعید و نیز خط مشی قدرت‌های کمونیست مستقل باشد. این محفل، «گروه اول ماه مه» نام گرفت.
پس از طی شدن فضای گذرای سال‌های ۱۳۳۹ تا ۱۳۴۲ بار دیگر عرصه بر فعالان سیاسی چپ تنگ شد. مؤمنی در این زمان به پیشنهاد پرویز شهریاری، با همراهی صادق انصاری به ترجمهٔ تاریخ قرون وسطی از روسی پرداخت. پس از آن با همکاری انصاری و علی‌الله همدانی، کتاب تاریخ جهان باستان را ترجمه کرد. پس از آن به تصحیح و چاپ دوباره رسالات دوران مشروطه پرداخت و در این مسیر کتاب‌های سیاحت نامه ابراهیم بیک، تمثیلات میرزا میرزا فتحعلی آخوندزاده، کتاب احمد و نیز مسالک المحسنین عبدالرحیم طالبوف را تصحیح و منتشر کرد.
در این زمان از بانک سپه هم اخراج شد و چون قادر به تأمین زندگی نبود در سال ۱۳۴۶ به فرانسه رفت تا ضمن تحصیل در دورهٔ دکترای اقتصاد به کار بپردازد. اما پس از بیست ماه در ۱۳۴۸ چون کاری نیافت بار دیگر به ایران بازگشت. در فرانسه ضمن آموختن زبان فرانسوی با رضا رادمنش دیدار کرد و از او خواست ترتیبی بدهد تا به کوبا سفر کند. چرا که در آن زمان وی آیندهٔ جنبش سیاسی ایران را در قیام مسلحانهٔ توده‌ای می‌دید، اما با مخالفت رادمنش مواجه شد.
مؤمنی در آن زمان به شدت منتقد مواضع مرکزیت حزب توده در خارج از ایران بود و جریان عباسعلی شهریاری در داخل را نیز سازمانی پلیسی می‌دانست و خواهان دوری جستن از آنها بود. پس از بازگشت به ایران در مؤسسهٔ تحقیقات و برنامه‌ریزی علمی و آموزشی به صورت قراردادی استخدام شد. پس از مدتی در ۲۶ شهریور ۱۳۴۹ با اکرم فرمهینی گرافیست که از مدت‌ها پیش به او علاقه‌مند بوده ازدواج کرد. در نتیجهٔ این ازدواج صاحب پسری شد که به یاد ناوی وظیفه هوشنگ انوشه، انوشه نام گرفت. در همان سال ۱۳۴۹ انتشارات صدای معاصر را تأسیس کرد که آثاری از علی اشرف درویشیان، ناصر زرافشان، علی کشتگر، قدسی قاضی‌نور، محمود دولت‌آبادی و … را به چاپ می‌رساند. وی کتاب‌های خود مانند قصه برای بزرگ‌سالان اثر شچدرین، پنج لول روسی، و ادبیات مشروطه را نیز از طریق همین انتشارات منتشر می‌کرد. در نیمهٔ دوم سال ۱۳۵۳ با بورس شش‌ماهه‌ای که از طرف مؤسسه گرفت به فرانسه رفت و در دانشگاه سوربن ثبت نام کرد. او نگارش رسالهٔ دکترای خود را با نام مسئله ارضی و جنگ طبقاتی در ایران آغاز کرد. نگارش این رساله دو سال وقت برد و مؤمنی علی‌رغم مخالفت مؤسسه تا پایان کار در فرانسه ماند، ضمن اینکه جلد اول آن را نیز با نام مستعار ا-پوران در فرانسه به چاپ رساند.
باقر مؤمنی در سال ۱۳۵۵ به ایران باز گشت، اما به دلیل اختناق موفق به چاپ کتاب خود نشد؛ بنابراین دستنوشته‌های خود را به بزرگ علوی سپرد، اما کتاب چهار تیاتر میرزا آقا تبریزی را تصحیح و به چاپ رساند. در سال ۱۳۵۶ با بازتر شدن فضا سه کتاب به نام‌های سیمای روستا در ایران، رو در رو، و کتاب احمد را چاپ کرد.

### انقلاب اسلامی و فعالیت سیاسی مستقل
مؤمنی شهریور ۱۳۵۷ و در هنگام وقوع حادثهٔ ۱۷ شهریور در ایران نبود. اما در همان زمان ساواک به خانه وی برای دستگیری وی مراجعه می‌شود. مؤمنی به ایران بازگشت و با همکاری ناصر رحمانی‌نژاد، سعید سلطان‌پور و بزرگ پورجعفر هفته‌نامهٔ صدای معاصر را منتشر کرد که با سردبیری صارم‌الدین صادق وزیری تا تیر ۱۳۵۸ چهارده شماره از آن منتشر شد. مؤمنی از فروردین ۱۳۵۸ انتشار نشریهٔ تئوریک مارکسیستی اندیشه را نیز آغاز کرد. در همان زمان مسئله ارضی و جنگ طبقاتی و همچنین مسایل جنبش و حزب توده را نیز منتشر کرد که با واکنش حزب توده مواجه شد.
مؤمنی پس از انقلاب و در جریان تجدید حیات حزب توده ایران دیگر به این حزب نپیوست. سال ۱۳۵۹ محفل مارکسیستی باقر مؤمنی و دوستان او پنجمین و آخرین شمارهٔ اندیشه را منتشر کرده و با جناح چپ جامعهٔ سوسیالیست‌های نهضت ملی ائتلاف کرد. این ائتلاف ماهنامه‌ای مخفی به نام اخگر منتشر کرد که سردبیری آنرا باقر مؤمنی به عهده گرفت.

### خروج از ایران و مهاجرت به فرانسه
پس از ۳۰ خرداد ۱۳۶۰ امکان هرگونه فعالیت سیاسی از گروه سلب شد و مؤمنی با گذر از ترکیه خود را به پاریس رساند. در آنجا از بهمن ۱۳۶۳ تا تیر ۱۳۶۴ ماهنامه‌ای فرهنگی به نام گاهنامهٔ فرهنگ و هنر ایران را منتشر کرد. همزمان با رایزنی و جلب نظر فعالان سیاسی در تبعید، به دنبال تشکیل جبههٔ متحد چپ رفت اما با اقبال مواجه نشد. به دنبال آن به ادامهٔ کار نویسندگی پرداخت و کتاب‌های بسیاری مانند مسائل اپوزسیون ایران، گفتارهای سیاسی و دمکراسی، دین و دولت در عصر مشروطیت، از موج تا توفان، انفجار سبز، اسلام ایرانی و حاکمیت سیاسی، حکومت اسلامی و اسلام حکومتی، پروندهٔ پنجاه و سه نفر، یادمانده‌های ایرج اسکندری، در خلوت دوست، دنیای ارانی و … را منتشر کرد.

### تألیف
- اسلام ایرانی و حاکمیت سیاسی، فرانکفورت: بزرگترین مرکز پخش کتاب، بی تا.
- انفجار سبز (کمونیسم در جهان و ایران)، استکهلم: آلفابت ماکزیما، ۱۹۹۹م= ۱۳۷۸.
- دی‍ن و دول‍ت در ع‍ص‍ر م‍ش‍روطی‍ت، س‍وئ‍د: ن‍ش‍ر ب‍اران، ۱۹۹۳م= ۱۳۷۲.
- سرزمین عرب در آستانه حاکمیت اسلامی، لس آنجلس: شرکت کتاب، ۲۰۱۲م= ۱۳۹۱.
- ای‍ران در آس‍ت‍ان‍هٔ ان‍ق‍لاب م‍ش‍روطی‍ت، ت‍ه‍ران: صدای معاصر، ۱۳۴۵.
- پ‍ن‍ج ل‍ول روس‍ی، ت‍ه‍ران: شباهنگ، ۱۳۵۷.
- تاریخ و سیاست، کلن: انتشارات فروغ، ۲۰۰۸م= ۱۳۸۷.
- دربارهٔ مسائل جنبش و حزب توده، تهران: پیوند، ۱۳۵۸.
- درد اه‍ل ق‍ل‍م، ب‍ی‌ج‍ا: بی‌نا، ۱۳۵۶.
- دن‍ی‍ای اران‍ی، ت‍ه‍ران: خ‍ج‍س‍ت‍ه، ۱۳۸۴.
- رودررو، تهران: شباهنگ، ۱۳۵۶.
- ص‍ور اس‍راف‍ی‍ل، بی‌جا: بی‌نا، ۲۵۳۷=۱۳۵۷.
- م‍س‍ئ‍ل‍ه ارض‍ی و ج‍ن‍گ طب‍ق‍ات‍ی در ای‍ران، ت‍ه‍ران: پیوند، ۱۳۵۹.
- نواندیشی و روشنفکری در ایران، کلن: مؤلف، ۱۳۸۶
- همراه با انقلاب از درخت سخن بگو، کلن: مؤلف، ۲۰۰۹ م= ۱۳۸۸.

### گفتگو
- ع‍ب‍دال‍ح‍س‍ی‍ن ن‍وش‍ی‍ن: ه‍ن‍رم‍ن‍د ان‍دی‍ش‍م‍ن‍د و پ‍ی‍ش‍ت‍از، ت‍ه‍ران: ن‍ش‍ر اش‍اره، ۱۳۸۰. (ای‍ن ک‍ت‍اب ح‍اص‍ل یک می‍زگ‍رد اس‍ت ک‍ه ع‍زی‍زال‍ل‍ه ب‍ه‍ادری، رح‍ی‍م ک‍اش‍ان‍ی و م‍ح‍م‍دب‍اق‍ر م‍وم‍ن‍ی ب‍ه ع‍ن‍وان پ‍رس‍ش‍گ‍ر در آن ش‍رک‍ت داش‍ت‍ه‌ان‍د و ب‍ه وس‍ی‍ل‍ه پ‍رس‍ش‍گ‍ر ت‍ن‍ظی‍م ش‍ده اس‍ت)
- گ‍ف‍ت و ش‍ن‍ود، ب‍ه اه‍ت‍م‍ام م‍ح‍م‍دع‍ل‍ی س‍ج‍ادی، ت‍ه‍ران: نشر اوجا، ۱۳۶۹. (این کتاب حاضر نتیجه نشست آقایان بزرگ علوی، محمود دولت‌آبادی، باقر مؤمنی، محسن یلغانی و ابراهیم رهبر می‌باشد که در سال ۵۸ با محوریت بزرگ علوی و ادبیات معاصر صورت گرفته‌است)

### ترجمه
- اوس‍ی‍پ‍ف، وال‍ری دم‍ی‍ت‍ری ی‍وی‍چ، ن‍ام‍ه‌ای ک‍ه ه‍رگ‍ز ف‍رس‍ت‍اده ن‍ش‍د، بی‌جا: انتشارات توکا، ۱۳۵۷.
- تاریخ قرون وسطی، ترجمهٔ صادق انصاری و باقر مؤمنی، بی جا: شرکت سهامی انتشار، ۱۳۴۲.
- س‍ال‍ت‍ی‍ک‍وف، م‍ی‍خ‍ائ‍ی‍ل ی‍وگ‍راف‍ووی‍چ، ق‍ص‍ه ب‍رای ب‍زرگ‍س‍الان، ت‍ه‍ران: س‍پ‍ه‍ر، ۱۳۴۹.
- شایرر، ویلیام، نازیسم و ریشه‌های فکری و تاریخی آن، ترجمه محمد مربوط و محمدباقر مؤمنی، تهران: امیر کبیر، کتابهای سیمرغ، ۱۳۴۳.

### گردآوری، تحشیه و بازنشر
- سیاحتنامه ابراهیم بیک: (یا بلای تعصب او)، اثر زین العابدین مراغه‌ای؛ با مقدمه و حواشی باقر مؤمنی، تهران: نشر اندیشه، ۱۳۵۳.
- تمثیلات، فتحعلی آخوندزاده، ترجمه محمدجعفر قراجه‌داغی، مقدمه و حواشی باقر مؤمنی، تهران: اندیشه، ۱۳۴۹.
- ت‍ی‍ات‍ر ک‍ری‍م ش‍ی‍ره‌ای، ب‍ا م‍ق‍دم‍ه و ح‍واش‍ی ب‍اق‍ر م‍وم‍ن‍ی، تهران: سپیده، ۱۳۵۷.
- ع‍ل‍وی، ب‍زرگ، در خ‍ل‍وت دوس‍ت: ن‍ام‍ه‌ه‍ای ب‍زرگ ع‍ل‍وی ب‍ه ب‍اق‍ر م‍وم‍ن‍ی، ت‍دوی‍ن ب‍اق‍ر م‍وم‍ن‍ی، ت‍ه‍ران: ع‍طائ‍ی، ۱۳۸۲.
- یک گفتگوی خودمانی وچند نامه بزرگ علوی، کلن: فروغ، ۲۰۰۷.
- ع‍روس و دام‍اد، م‍ول‍ی‍ر، ت‍رج‍م‍ه ج‍ع‍ف‍ر ق‍راچ‍ه‌داغ‍ی، ب‍ا م‍ق‍دم‍ه و ح‍واش‍ی ب‍اق‍ر م‍وم‍ن‍ی، تهران: سپیده، ۲۵۳۷ = ۱۳۵۷.
- ک‍ت‍اب اح‍م‍د، ع‍ب‍دال‍رح‍ی‍م طال‍ب‍وف، ب‍ام‍ق‍دم‍ه و ح‍واش‍ی ب‍اق‍ر م‍وم‍ن‍ی، تهران: شبگیر، ۲۵۳۶ پ. = ۱۳۵۶.
- م‍س‍ال‍ک ال‍م‍ح‍س‍ن‍ی‍ن، اث‍ر خ‍ام‍ه ع‍ب‍دال‍رح‍ی‍م اب‍ن‌ش‍ی‍خ اب‍وطال‍ب ب‍خ‍ار ت‍ب‍ری‍زی، ب‍ام‍ق‍دم‍ه و ح‍واش‍ی ب‍اق‍ر م‍وم‍ن‍ی، ت‍ه‍ران.
- یک کلمه، میرزا یوسف مستشارالدوله، به کوشش باقر مؤمنی، تهران: شادگان، ۱۳۸۸.
- م‍ق‍الات، نوشته ف‍ت‍ح‍ع‍ل‍ی آخ‍ون‍دزاده، گ‍ردآورده ب‍اق‍ر م‍وم‍ن‍ی، تهران: آوا، ۱۳۵۱.
- نامه‌های سرگرد وکیلی، به کوشش باقر مؤمنی، آلمان: [بی نا]، ۱۳۸۶.
- یاد نامه‌های همشهری بامداد، باقر مؤمنی، تهران: کتابفروشی بامداد، بی تا.